# Gefühlsverwirrungen
Gefühlsverwirrungen ist ein französisches Liebesdrama von Noémie Lvovsky aus dem Jahr 2003.

## Handlung
Edith und François heiraten und ziehen aufs Land. Hier haben sie ein Haus gekauft, das direkt neben dem von Arzt Jacques liegt, der hier mit seiner Frau Carole und den beiden gemeinsamen Kindern lebt. Der junge Arzt François soll Jacques’ Nachfolger werden, fühlt der sich mit über 40 doch bereits zu alt für die Arbeit. Beide Familien verbringen nun oft die Abende miteinander und vor allem Hausfrau Carole und die junge Edith, die einen befristeten Arbeitsvertrag in einem Fotogeschäft erhält, verbringen viel Zeit miteinander, während die Männer auf Patientenbesuch sind. Ein Schockerlebnis schweißt beide Frauen noch enger zusammen: Carole und später auch Edith sehen eines Abends in Caroles Haus einen Chinesen, der offensichtlich eingebrochen ist. Beide fliehen aus dem Haus. Später stellt Carole fest, dass ein ihr wertvoller Ring verschwunden ist. Sie vermutet, dass der Chinese ihn gestohlen hat.
In Jacques hat die Begegnung mit Edith neue Lebensgeister geweckt. Er beginnt, sich fit zu halten und fährt Fahrrad, um sich selbst zu beweisen, dass er noch nicht zum alten Eisen gehört. Ein Tag am See, an dem Edith und er eine Ente vor einem Angler retten, bringt einen ersten, von den anderen ungesehenen Kontakt. Als Jacques später Staub ins Auge bekommt, verarztet Edith ihn und beide küssen sich erstmals. Er beginnt zu fotografieren, um die Bilder bei ihr im Laden in Auftrag geben zu können. Jacques passt sie zudem auf dem Weg zur Arbeit ab. Schließlich landen beide in einem Hotelzimmer, wo sie miteinander schlafen. Während Jacques Edith gegenüber aufblüht, vernachlässigt er Carole zunehmend, die dem Alkohol zuspricht. Eines Abends geht beim gemütlichen Zusammensein der Wein aus. Carole begibt sich in den Weinkeller, um eine neue Flasche zu holen und bemerkt kurz darauf, wie auch Jacques und Edith in den Keller kommen und sich wild zu küssen beginnen. Carole macht sich laut bemerkbar. Während das Verhältnis von Jacques und Carole zunächst in Schweigen besteht, trennt sich François von Edith und zieht aus. Carole leidet still, während Edith hochemotional wird. Sie geht zu Carole, um sich auszusprechen und sucht später verzweifelt weinend François auf, ohne den sie nicht leben kann. François kehrt zu ihr zurück. Carole wiederum versucht Jacques zunächst eine gute Hausfrau zu sein, doch weiß er ihre Bemühungen nicht zu würdigen. Als sie ihn daraufhin wütend anklagt, stößt er sie so brutal in die Fensterscheibe des Esszimmers, dass sie ins Krankenhaus eingeliefert werden muss. Als sie entlassen wird, packen Edith und François bereits ihre Sachen und ziehen aus dem Nachbarhaus aus. Wenig später erscheinen neue potenzielle Käufer des Hauses. Jacques erinnert sich an seine erotischen Phantasien mit Edith und bricht in Tränen aus.

## Produktion
Gefühlsverwirrungen wurde unter anderem von Alfred de Mussets Man spielt nicht mit der Liebe inspiriert. Ursprünglich war Daniel Auteuil als Darsteller der Rolle des Jacques vorgesehen, die an Jean-Pierre Bacri ging, während Auteuil die für Bacri vorgesehene Rolle des Antoine in Après vous … Bitte nach Ihnen übernahm. Der Film entstand mit einem Budget von 7,56 Millionen Euro. Die Kostüme schuf Jackie Budin, die Filmbauten stammen von Françoise Dupertuis. Bei dem immer wieder zwischengeschalteten Chor, der die Entwicklung der Charaktere musikalisch vorstellt, handelt es sich um das Ensemble Vocal Sequenza 9.3. Die Liedtexte schrieben Noémie Lvovsky und Florence Seyvos.
Gefühlsverwirrungen erlebte am 1. September 2003 im Rahmen der Internationalen Filmfestspiele von Venedig seine Premiere. Er kam am 5. November 2003 in die französischen Kinos, wo ihn 1.216.245 Zuschauer sahen. Anfang Februar 2007 erschien der Film in Frankreich auf DVD. Arte zeigte ihn am 11. Dezember 2013 erstmals im deutschen Fernsehen.

## Synchronisation
| Rolle    | Darsteller        | Synchronsprecher |
| -------- | ----------------- | ---------------- |
| Carole   | Nathalie Baye     | Maud Ackermann   |
| Edith    | Isabelle Carré    | Marion Elskis    |
| François | Melvil Poupaud    | Tim Knauer       |
| Jacques  | Jean-Pierre Bacri | Bodo Wolf        |

## Kritik
Cinema charakterisierte den Film als „erotisch, leicht und ungewöhnlich eigenwillig“, während Prisma ihn als „witzige[n] Reigen zwischen Liebeskomödie und Drama“ einschätzte. Der Standard schrieb, dass der Film „wie eine Verneigung vor Altvorderen wie Jacques Demy und Alain Resnais“ wirke.

## Auszeichnungen
Gefühlsverwirrungen lief 2003 im Wettbewerb um den Goldenen Löwen der Internationalen Filmfestspiele von Venedig. Im selben Jahr gewann Noémie Lvovsky den Prix Louis Delluc.
Im Jahr 2004 erhielt Gefühlsverwirrungen vier César-Nominierungen: als Bester Film (Noémie Lvovsky), in der Kategorie Bester Hauptdarsteller (Jean-Pierre Bacri) und zwei Nominierungen in der Kategorie Beste Hauptdarstellerin (Nathalie Baye, Isabelle Carré).